# Larry Shaw (Regisseur)
Larry Shaw  (geboren vor 1986) ist ein amerikanischer Regisseur und Fernsehproduzent.

## Leben und Karriere
Als Regisseur drehte Larry Shaw u. a. Desperate Housewives, 21 Jump Street , Raumschiff Enterprise: Das nächste Jahrhundert, Akte X -Die unheimlichen Fälle des FBI, Parker Lewis – Der Coole von der Schule, Lizzie McGuire und Defiance. Larry Shaw hat ebenfalls eine Reihe von Fernsehfilmen gedreht wie Soldat Kelly (2002) in der Hilary Duff die Hauptrolle spielt, mit der er vorher in Lizzie McGuire zusammengearbeitet hat.
Als Produzent arbeitete er bei der Serie Desperate Housewives, genauso wie bei Stingray, wobei er auch als Regisseur tätig war. Er war ebenfalls ein assoziierter Produzent der Serie Hunter tätig, die von 1984 bis 1991 lief. Sein letztes Projekt war die Fernsehserie Guilt.

## Filmografie (Auswahl)

### Filme
- Der Polizistenmörder (1988)
- Das Buch der Liebe (1990)
- Brutale Exzesse – Skandal in der Navy (1995)
- Mordmotiv: Mutterliebe (1997)
- Soldat Kelly (2002)

### Serien
- Stingray (1986–1987)
- Der Werwolf kehrt zurück (1987)
- 21 Jump Street – Tatort Klassenzimmer (1987–1988)
- Raumschiff Enterprise – Das nächste Jahrhundert (1989)
- Alles OK Corky? (1990–1992)
- Parker Lewis – Der Coole von der Schule (1992–1993)
- Desperate Housewives (2004–2012)
- Castle (2013–2015)
- Defiance (2014–2015)
- Guilt (2016)